# Witold Bartczak
Witold Bartczak (ur. 1948 w Łodzi, zm. 2 lutego 2009) – polski chemik, profesor Politechniki Łódzkiej.
W 1971 roku uzyskał dyplom magistra inżyniera chemika na Wydziale Chemicznym Politechniki Łódzkiej. W roku 1973 uzyskał na Wydziale Matematyki, Fizyki i Chemii Uniwersytetu Łódzkiego dyplom magistra matematyki, a w roku 1977 dyplom magistra fizyki.
W 1975 rozpoczął pracę w Instytucie Techniki Radiacyjnej PŁ, specjalizując się w zakresie podstaw teoretycznych chemii radiacyjnej. W 1976 roku uzyskał stopień naukowy doktora, w 1980 roku stopień doktora habilitowanego, w 1989 roku otrzymał tytuł profesora, a w 1992 profesora zwyczajnego.
W latach 1982–1985 odbył staż naukowy w Interuniversity Reactor Institute Delft w Holandii. Z ośrodkiem tym podjął stałą współpracę naukową i przebywał tam okresowo jako visiting professor. Od 1995 roku był kierownikiem Zespołu Chemii Teoretycznej i Komputerowej w Międzyresortowym Instytucie Techniki Radiacyjnej PŁ. Był członkiem zagranicznym American Phisical Society i Society for Industrial and Applied Mathematics.
Jego tematyka badawcza obejmowała metody symulacji procesów dyfuzyjnych w układzie wielu cząsteczek, kwantowe modele elektronu solwatowanego, modelowanie komputerowe procesów katalitycznych. Dorobek naukowy obejmuje 150 publikacji. Wypromował 6 doktorów.